# Судьбоносный день
Судьбоносный день (нем. Schicksalstag) — обозначение, часто используемое в Германии для 9 ноября, оказавшегося важной датой в истории Германии. Термин иногда упоминался историками и журналистами после Второй мировой войны, но стал особо популярным после событий 1989 года, положивших начало объединению Германии.
9 ноября произошло пять знаменательных для Германии событий:
- 1848 год: после ареста во время Венского восстания был казнён лидер либеральных политических сил Роберт Блюм. Его смерть принято считать символом поражения Революции 1848—1849 годов в Германии.
- 1918 год: ликвидация монархии в Германии. Кайзер Вильгельм II свергнут с престола в ходе Ноябрьской революции. Филипп Шейдеман провозглашает Веймарскую республику.
- 1923 год: Пивной путч демонстрирует появление Нацистской партии на политической сцене Германии.
- 1938 год: во время Хрустальной ночи в массовых погромах убито более 1300 евреев. Хрустальная ночь — первый знак радикализации политики антисемитизма в нацистской Германии.
- 1989 год: падение Берлинской стены, завершившееся объединением страны, символизирует наступление нового этапа в истории Германии. Первоначально предполагалось назначить новый государственный праздник объединённой страны — День немецкого единства — на 9 ноября, но именно из-за обилия неоднозначных исторических событий, пришедшихся на эту дату, было выбрано 3 октября.

Иногда в перечень событий 9 ноября в Германии включается образование СС в 1925 году, а также студенческие протесты в Гамбургском университете в 1967 году.